# Sint-Mattheuskerk (Vleteren)
De Sint-Mattheuskerk (Frans: Église Saint-Mathieu) is de parochiekerk van de gemeente Vleteren in het de Franse Noorderdepartement.

## Geschiedenis
De kerk is van oorsprong 14e-eeuws, want we weten dat de heer van Vleteren, Jan van Houtte, hier in 1398 werd bijgezet. De kerk had aanvankelijk twee beuken, en een derde werd later bijgebouwd. In 1727 werden de twee oudste beuken afgebroken en vervangen door twee nieuwe, die elk even hoog waren als de derde, zodat een hallenkerk ontstond. De kerk had geen toren, maar de klokken hingen in een klokhuys (een losstaande klokkenstoel in de vorm van een gesloten houten torentje). In 1799 werd de kerk publiekelijk verkocht. De vraagprijs was echter extreem hoog. De slopers werden opgetrommeld. Dit leidde tot een volksopstand. Uiteindelijk kon de kerk tegen een veel lagere prijs door de parochianen worden teruggekocht. In 1903 kwam een toren gereed en werd het klokhuys gesloopt.
In 1906 was er opnieuw een opstand, toen de kerkelijke goederen werden geïnventariseerd in het kader van de wet Scheiding van kerk en staat.
De kerk werd tijdens de Eerste Wereldoorlog beschadigd en verloor ook een deel van zijn schatten, waaronder de 16e-eeuwse glas-in-loodramen en een altaarstuk in régencestijl.

## Gebouw
Het betreft een laatgotische hallenkerk met voorgebouwde toren.

## Interieur

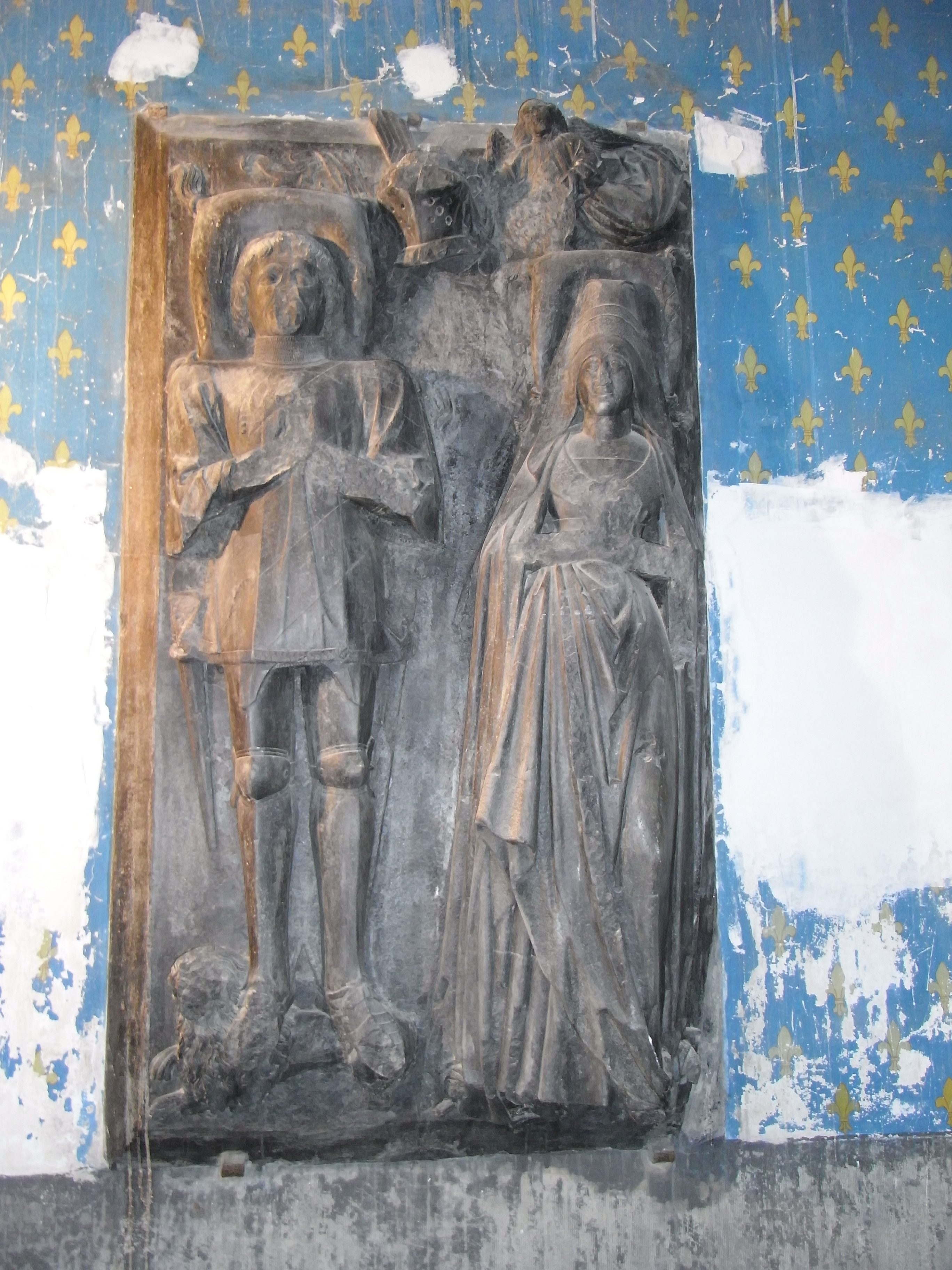
Grafsteen

De kerk bezit enkele opmerkelijke kunstschatten:
- Een sacramentstoren van einde 16e eeuw[bron?], in verguld houtsnijwerk en geïnspireerd door de sacramentstoren van Zoutleeuw.[bron?] Deze[bron?] is 8 meter hoog en heeft vijf verdiepingen.
- Twee grafstenen uit de 16e eeuw, met gisanten van heren en vrouwen van Vleteren, zijnde Antoon van Houtte en Barbara van Belle, respectievelijk Jean de Wignacourt en Barbara de Sars.
- Een communiebank in barokstijl, van 1759.